# Stazione meteorologica di Acquerino
La stazione meteorologica di Acquerino, attiva fin dal 1929, è la stazione meteorologica di riferimento relativa alla località di Acquerino nel comune di Sambuca Pistoiese.

## Caratteristiche
La stazione meteorologica, è situata nell'Italia Centrale, in Toscana, in provincia di Pistoia nel comune di Sambuca Pistoiese, in località Acquerino a 890 metri s.l.m. e alle coordinate geografiche 44°00′04″N 11°00′36″E.
Installata nel 1929 come stazione meccanica fornita di pluviometro, e dal 1949 dotata anche di sensore termometrico in capannina, è stata gestita fin dalla sua attivazione dal Compartimento di Bologna del Servizio Idrografico e Mareografico Nazionale per poi passare sotto la gestione del Servizio Idrometeorologico dell'ARPA Emilia-Romagna dopo il passaggio di competenze alle regioni.
In una diversa ubicazione nella medesima area naturale, ad alcuni chilometri a nord-est rispetto alla suddetta stazione e ad un'altezza di 900 metri s.l.m., è stata attivata il 29 luglio 1996 una stazione termopluviometrica automatica gestita dall'ARSIA, i cui dati rilevati sono forniti dal servizio agrometeorologico e agroambientale del suddetto ente e dal Servizio Idrologico Regionale della Toscana.

## Dati climatologici 1961-1990
In base alla media trentennale 1961-1990, la temperatura media del mese più freddo, gennaio è di +1,4 °C, mentre la temperatura media del mese più caldo, luglio è di +18,0 °C; mediamente si contano annualmente 79,3 giorni di gelo e 13,1 giorni di ghiaccio. Le precipitazioni medie annue, sono di 1 940,8;mm e presentano un minimo relativo in estate e picchi in autunno e in inverno, oltre a valori elevati anche in primavera.
| Acquerino (ARPA) (1961-1990)     | Mesi  | Mesi  | Mesi  | Mesi  | Mesi  | Mesi | Mesi | Mesi | Mesi  | Mesi  | Mesi  | Mesi  | Stagioni | Stagioni | Stagioni | Stagioni | Anno    |
| Acquerino (ARPA) (1961-1990)     | Gen   | Feb   | Mar   | Apr   | Mag   | Giu  | Lug  | Ago  | Set   | Ott   | Nov   | Dic   | Inv      | Pri      | Est      | Aut      | Anno    |
| -------------------------------- | ----- | ----- | ----- | ----- | ----- | ---- | ---- | ---- | ----- | ----- | ----- | ----- | -------- | -------- | -------- | -------- | ------- |
| T. max. media (°C)               | 4,3   | 5,0   | 7,5   | 11,1  | 15,7  | 19,5 | 23,2 | 23,0 | 19,3  | 14,5  | 8,8   | 5,4   | 4,9      | 11,4     | 21,9     | 14,2     | 13,1    |
| T. media (°C)                    | 1,4   | 2,0   | 4,2   | 7,3   | 11,3  | 14,8 | 18,0 | 17,7 | 14,8  | 10,8  | 5,8   | 2,5   | 2,0      | 7,6      | 16,8     | 10,5     | 9,2     |
| T. min. media (°C)               | −1,5  | −1,0  | 0,9   | 3,5   | 6,9   | 10,2 | 12,7 | 12,5 | 10,3  | 7,1   | 2,7   | −0,4  | −1,0     | 3,8      | 11,8     | 6,7      | 5,3     |
| Giorni di gelo (Tmin ≤ 0 °C)     | 20,6  | 16,5  | 12,2  | 4,7   | 0,3   | 0,0  | 0,0  | 0,0  | 0,0   | 0,6   | 7,5   | 16,9  | 54,0     | 17,2     | 0,0      | 8,1      | 79,3    |
| Giorni di ghiaccio (Tmax ≤ 0 °C) | 4,4   | 2,9   | 1,6   | 0,0   | 0,0   | 0,0  | 0,0  | 0,0  | 0,0   | 0,0   | 0,8   | 3,4   | 10,7     | 1,6      | 0,0      | 0,8      | 13,1    |
| Precipitazioni (mm)              | 217,5 | 179,1 | 193,4 | 175,0 | 132,6 | 99,2 | 57,6 | 97,2 | 135,1 | 199,3 | 249,8 | 205,0 | 601,6    | 501,0    | 254,0    | 584,2    | 1 940,8 |

## Valori estremi

### Temperature estreme mensili dal 1950 al 2011
Di seguito sono riportati i valori estremi mensili delle temperature massime e minime registrate dal 1950 al 2011. La temperatura massima assoluta è stata registrata il 27 luglio 1983 con +34,5 °C, mentre la minima assoluta di -17,0 °C è stata registrata il 15 febbraio 1956.
| Acquerino (ARPA) (1950-2011) | Mesi         | Mesi         | Mesi         | Mesi        | Mesi        | Mesi        | Mesi        | Mesi        | Mesi        | Mesi        | Mesi         | Mesi         | Stagioni | Stagioni | Stagioni | Stagioni | Anno  |
| Acquerino (ARPA) (1950-2011) | Gen          | Feb          | Mar          | Apr         | Mag         | Giu         | Lug         | Ago         | Set         | Ott         | Nov          | Dic          | Inv      | Pri      | Est      | Aut      | Anno  |
| ---------------------------- | ------------ | ------------ | ------------ | ----------- | ----------- | ----------- | ----------- | ----------- | ----------- | ----------- | ------------ | ------------ | -------- | -------- | -------- | -------- | ----- |
| T. max. assoluta (°C)        | 22,2 (1974)  | 20,1 (1998)  | 20,8 (1989)  | 24,9 (2001) | 28,3 (2009) | 30,0 (1996) | 34,5 (1983) | 34,4 (1974) | 30,9 (1975) | 27,1 (1988) | 20,7 (1972)  | 19,8 (1971)  | 22,2     | 28,3     | 34,5     | 30,9     | 34,5  |
| T. min. assoluta (°C)        | −15,0 (1963) | −17,0 (1956) | −14,0 (2005) | −9,0 (2003) | −4,0 (1957) | 0,4 (2005)  | 3,0 (1954)  | 4,0 (1955)  | −0,9 (1964) | −4,2 (1956) | −10,5 (2005) | −12,6 (1962) | −17,0    | −14,0    | 0,4      | −10,5    | −17,0 |

### Temperature estreme decadali dal 1950 al 2011
Di seguito sono riportate le temperature estreme decadali registrate dal 1950 al 2011, con la relativa data in cui si sono verificate.
| Decadi          | Temperature massime assolute e relative date                | Temperature minime assolute e relative date    |
| --------------- | ----------------------------------------------------------- | ---------------------------------------------- |
| 1°-10 gennaio   | +17,3 °C il 10 gennaio 1976                                 | -14,2 °C l'8 gennaio 1985                      |
| 11-20 gennaio   | +18,6 °C il 20 gennaio 1974                                 | -14,4 °C il 14 gennaio 1968                    |
| 21-31 gennaio   | +22,2 °C il 22 gennaio 1974                                 | -15,0 °C il 23 gennaio 1963                    |
| 1°-10 febbraio  | +17,3 °C il 1º febbraio 1975                                | -15,0 °C il 7 febbraio 1991                    |
| 11-20 febbraio  | +20,1 °C il 15 febbraio 1998                                | -17,0 °C il 15 febbraio 1956                   |
| 21-29 febbraio  | +18,0 °C il 29 febbraio 1976                                | -11,1 °C il 27 febbraio 2001                   |
| 1°-10 marzo     | +19,8 °C il 9 marzo 1950                                    | -14,0 °C il 1º marzo 2005                      |
| 11-20 marzo     | +20,4 °C il 12 marzo 1994                                   | -11,0 °C il 12 marzo 1956, 11 e 13 marzo 1958  |
| 21-31 marzo     | +20,8 °C il 27 marzo 1989                                   | -9,5 °C il 23 marzo 1958                       |
| 1°-10 aprile    | +24,9 °C il 9 aprile 2011                                   | -9,0 °C l'8 aprile 2003                        |
| 11-20 aprile    | +21,1 °C il 20 aprile 1968                                  | -5,0 °C il 15 aprile 1962                      |
| 21-30 aprile    | +23,8 °C il 21 aprile 1993                                  | -3,3 °C il 21 aprile 1973                      |
| 1°-10 maggio    | +25,9 °C il 7 maggio 2003                                   | -4,0 °C il 7, 8 maggio 1957 e 2 maggio 1962    |
| 11-20 maggio    | +27,8 °C il 20 maggio 1975                                  | +0,3 °C il 20 maggio 1955                      |
| 21-31 maggio    | +28,3 °C il 25 maggio 2009                                  | +0,3 °C il 31 maggio 2006                      |
| 1°-10 giugno    | +28,0 °C il 10 giugno 1996                                  | +0,4 °C il 10 giugno 2005                      |
| 11-20 giugno    | +30,0 °C il 13 giugno 1996                                  | +2,0 °C l'11 giugno 2005                       |
| 21-30 giugno    | +29,2 °C il 25 giugno 1962 e 24 giugno 2002                 | +4,5 °C il 23, 24 giugno 1956 e 28 giugno 1958 |
| 1°-10 luglio    | +32,4 °C il 7 luglio 1952                                   | +3,0 °C l'8 luglio 1954                        |
| 11-20 luglio    | +31,4 °C il 18 luglio 2007                                  | +3,8 °C il 18 luglio 1968                      |
| 21-31 luglio    | +34,5 °C il 27 luglio 1983                                  | +4,2 °C il 24 luglio 1960                      |
| 1°-10 agosto    | +33,0 °C il 1º agosto 1983                                  | +4,0 °C il 9 agosto 1955                       |
| 11-20 agosto    | +34,4 °C il 17 agosto 1974                                  | +4,6 °C il 19 agosto 1968                      |
| 21-31 agosto    | +32,4 °C il 21 agosto 2009                                  | +4,5 °C il 30 agosto 1956 e 30 agosto 1998     |
| 1°-10 settembre | +29,6 °C il 6 settembre 1973                                | +2,4 °C il 5 settembre 1976                    |
| 11-20 settembre | +30,9 °C il 18 settembre 1975                               | +0,5 °C il 14 settembre 1998                   |
| 21-30 settembre | +29,4 °C il 24 settembre 1985                               | -0,9 °C il 23 settembre 1964                   |
| 1°-10 ottobre   | +25,0 °C il 2 ottobre 1956, 4 ottobre 1975 e 3 ottobre 2011 | -2,0 °C l'8 ottobre 1994                       |
| 11-20 ottobre   | +27,1 °C il 18 ottobre 1988                                 | -2,5 °C il 18 ottobre 1971                     |
| 21-31 ottobre   | +25,8 °C il 24 ottobre 1971                                 | -4,2 °C il 29 ottobre 1956 e 26 ottobre 2003   |
| 1°-10 novembre  | +20,7 °C il 4 novembre 1972                                 | -6,0 °C il 10 novembre 1981                    |
| 11-20 novembre  | +18,9 °C l'11 novembre 1984                                 | -6,8 °C il 20 novembre 1999                    |
| 21-30 novembre  | +18,3 °C il 30 novembre 1979                                | -10,5 °C il 25 novembre 2005                   |
| 1°-10 dicembre  | +18,7 °C il 6 dicembre 1979                                 | -9,9 °C il 9 dicembre 1980                     |
| 11-20 dicembre  | +19,8 °C il 18 dicembre 1971                                | -10,8 °C il 17 dicembre 1961                   |
| 21-31 dicembre  | +18,9 °C il 23 dicembre 1987                                | -12,6 °C il 25 dicembre 1962                   |